# Actia pallens
Actia pallens là một loài ruồi trong họ Tachinidae.